# 525 (tal)
525 är det naturliga heltal som följer 524 och följs av 526.

## Matematiska egenskaper
- 525 är ett udda tal.
- 525 är ett sammansatt tal.
- 525 är ett defekt tal.
- 525 är ett palindromtal i det decimala talsystemet.
- 525 är ett hexagonalt pyramidtal.

## Inom vetenskapen
- 525 Adelaide, en asteroid.